# Diocesi di Berbérati
La diocesi di Berbérati (in latino Dioecesis Berberatensis) è una sede della Chiesa cattolica nella Repubblica Centrafricana suffraganea dell'arcidiocesi di Bangui. Nel 2022 contava 253.000 battezzati su 524.000 abitanti. È retta dal vescovo Dennis Kofi Agbenyadzi, S.M.A.

## Territorio
La diocesi comprende le prefetture di Mambéré-Kadéï e Sangha-Mbaéré nella Repubblica Centrafricana.
Sede vescovile è la città di Berbérati, dove si trova la cattedrale del Sacro Cuore.
Il territorio si estende su 44.000 km² ed è suddiviso in 20 parrocchie.

## Storia
La prefettura apostolica di Berbérati fu eretta il 28 maggio 1940 con la bolla Quo Evangelii di papa Pio XII, ricavandone il territorio dai vicariati apostolici di Foumban (oggi diocesi di Nkongsamba) e dell'Oubangui Chari (oggi arcidiocesi di Bangui).
Il 9 gennaio 1947 cedette una porzione del suo territorio a vantaggio dell'erezione della prefettura apostolica di Fort Lamy (oggi arcidiocesi di N'Djamena).
Il 13 marzo 1952 la prefettura apostolica fu elevata a vicariato apostolico con la bolla Cum ob sollertem dello stesso papa Pio XII.
Il 14 settembre 1955 il vicariato apostolico è stato elevato a diocesi con la bolla Dum tantis del medesimo papa Pio XII.
Il 9 febbraio 1959 e il 27 febbraio 1978 ha ceduto altre porzioni di territorio a vantaggio dell'erezione rispettivamente della prefettura apostolica di Bossangoa (oggi diocesi) e della diocesi di Bouar.

## Cronotassi dei vescovi
Si omettono i periodi di sede vacante non superiori ai 2 anni o non storicamente accertati.
- Pietro Alcantara da Habas, O.F.M.Cap. † (28 marzo 1941 - 1952 dimesso)
- Alphonse-Célestin-Basile Baud, O.F.M.Cap. † (10 aprile 1954 - 2 giugno 1979 dimesso)
  - Sede vacante (1979-1987)
- Jérôme-Michel-Francis Martin, O.F.M.Cap. † (3 ottobre 1987 - 17 giugno 1991 dimesso)[1]
- Agostino Giuseppe Delfino, O.F.M.Cap. † (17 giugno 1991 - 17 giugno 2010 ritirato)[2]
- Dennis Kofi Agbenyadzi, S.M.A., dal 14 maggio 2012

## Statistiche
La diocesi nel 2022 su una popolazione di 524.000 persone contava 253.000 battezzati, corrispondenti al 48,3% del totale.
| anno | popolazione | popolazione | popolazione | presbiteri | presbiteri | presbiteri | presbiteri                | diaconi | religiosi | religiosi | parrocchie |
| anno | battezzati  | totale      | %           | numero     | secolari   | regolari   | battezzati per presbitero | diaconi | uomini    | donne     | parrocchie |
| ---- | ----------- | ----------- | ----------- | ---------- | ---------- | ---------- | ------------------------- | ------- | --------- | --------- | ---------- |
| 1950 | 15.000      | 17.250      | 87,0        | 25         |            | 25         | 600                       |         |           | 14        | 10         |
| 1957 | 25.446      | 440.000     | 5,8         | 32         |            | 32         | 795                       |         | 6         | 32        |            |
| 1969 | 34.540      | 405.000     | 8,5         | 40         | 5          | 35         | 863                       |         | 49        | 56        | 13         |
| 1980 | 29.200      | 232.530     | 12,6        | 27         | 8          | 19         | 1.081                     |         | 36        | 28        | 10         |
| 1990 | 55.120      | 287.000     | 19,2        | 23         | 12         | 11         | 2.396                     |         | 20        | 20        | 19         |
| 1999 | 72.274      | 353.391     | 20,5        | 34         | 21         | 13         | 2.125                     |         | 21        | 32        | 20         |
| 2000 | 73.935      | 362.225     | 20,4        | 32         | 20         | 12         | 2.310                     |         | 22        | 32        | 20         |
| 2001 | 73.935      | 362.225     | 20,4        | 33         | 21         | 12         | 2.240                     |         | 22        | 32        | 20         |
| 2002 | 75.000      | 362.225     | 20,7        | 29         | 19         | 10         | 2.586                     |         | 17        | 30        | 20         |
| 2003 | 75.000      | 362.225     | 20,7        | 31         | 20         | 11         | 2.419                     |         | 20        | 33        | 20         |
| 2004 | 75.000      | 362.225     | 20,7        | 28         | 14         | 14         | 2.678                     |         | 21        | 29        | 20         |
| 2006 | 78.400      | 384.000     | 20,4        | 35         | 24         | 11         | 2.240                     |         | 18        | 35        | 16         |
| 2012 | 114.000     | 427.000     | 26,7        | 30         | 23         | 7          | 3.800                     |         | 10        | 25        | 18         |
| 2015 | 218.000     | 451.000     | 48,3        | 34         | 27         | 7          | 6.411                     |         | 12        | 23        | 17         |
| 2018 | 230.660     | 478.000     | 48,3        | 34         | 28         | 6          | 6.784                     |         | 11        | 20        | 17         |
| 2020 | 241.930     | 500.900     | 48,3        | 34         | 29         | 5          | 7.115                     |         | 10        | 18        | 19         |
| 2022 | 253.000     | 524.000     | 48,3        | 34         | 28         | 6          | 7.441                     |         | 10        | 15        | 20         |